# NGC 91
NGC 91 је појединачна звезда у сазвежђу Андромеда која се налази на NGC листи објеката дубоког неба.
Деклинација објекта је + 22° 22' 8" а ректасцензија 0h 21m 51,7s. Привидна величина (магнитуда) објекта NGC 91 износи 13,8 а фотографска магнитуда 15,1.